# Cultura da América do Sul

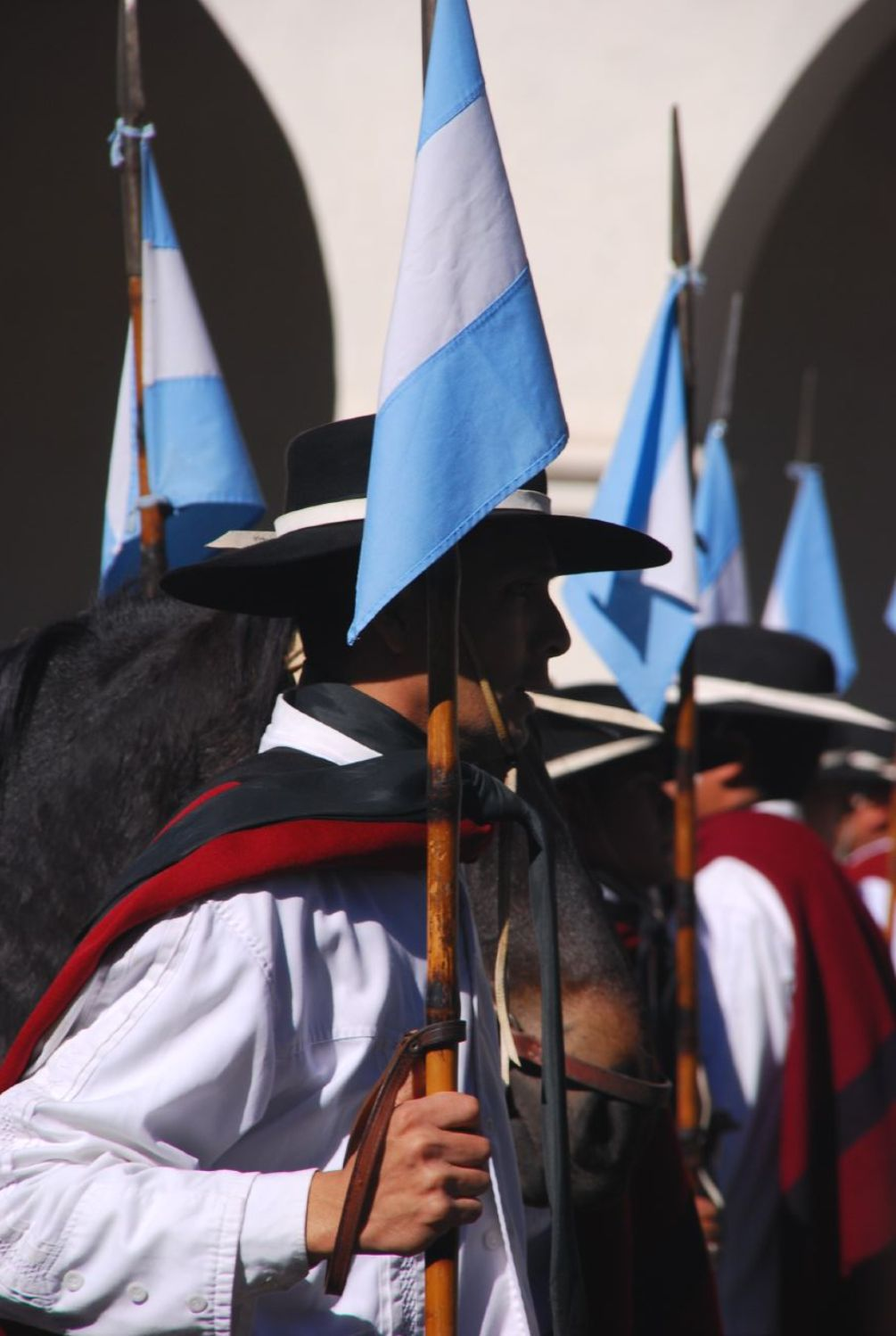
Gaúcho da Argentina.

A Cultura da América do Sul inclui diversas tradições culturais. Estas incluem as culturas nativas dos povos que habitavam os continentes antes da chegada dos europeus; culturas europeias, trazidas principalmente pelos espanhóis, os portugueses e os franceses; culturas africanas, cuja presença resulta de uma longa história de escravidão no Novo Mundo; e por último os Estados Unidos, nomeadamente através da cultura em massa, como cinema e TV.
Os sul-americanos são culturalmente ricos, devido a histórica ligação com a Europa, especialmente Espanha e Portugal, e o impacto da cultura popular dos Estados Unidos.
As diferenças culturais são consideráveis e a divisão do subcontinente na época colonial fez com que existissem duas línguas dominantes, o espanhol e o português. A cultura indígena de origem pré-colombiana teve forte influência no Peru, Bolívia e algumas regiões da Amazônia.
Devido às diferenças culturais dentro das fronteiras nacionais, é possível encontrar maior semelhança cultural entre os habitantes de áreas fronteiriças do que entre estes mesmos e os do interior de cada país. Isto se deve, em parte, a divisão pós-colonial que acompanhou a formação dos estados independentes durante o século XIX.

## Idioma
O português e o espanhol são as línguas mais faladas na América do Sul, região geográfica que é parte da grande região cultural, chamada América Latina.
As línguas indígenas da América do Sul incluem o quíchua, no Equador, Peru e Bolívia; guarani no Paraguai e um pouco na Bolívia; aimará, na Bolívia e Peru; e o Mapudungun é falado em certas regiões do sul do Chile, e mais raramente, na Argentina. No mínimo, três dessas línguas indígenas (quíchua, aimará e guarani) são reconhecidas junto com o espanhol como línguas oficiais em seus países.
Outras línguas encontradas na América do Sul incluem hindi e indonésio no Suriname; italiano na Argentina, Brasil, Uruguai, Venezuela e Chile; e alemão em algumas regiões de Argentina, Chile, Venezuela e Paraguai. O alemão também é falado em algumas regiões do sul brasileiro, Hunsrückisch é o dialeto alemão mais falado no país. Entre outros dialetos alemães, uma forma brasileira do pomerano também é representada.

## Arte

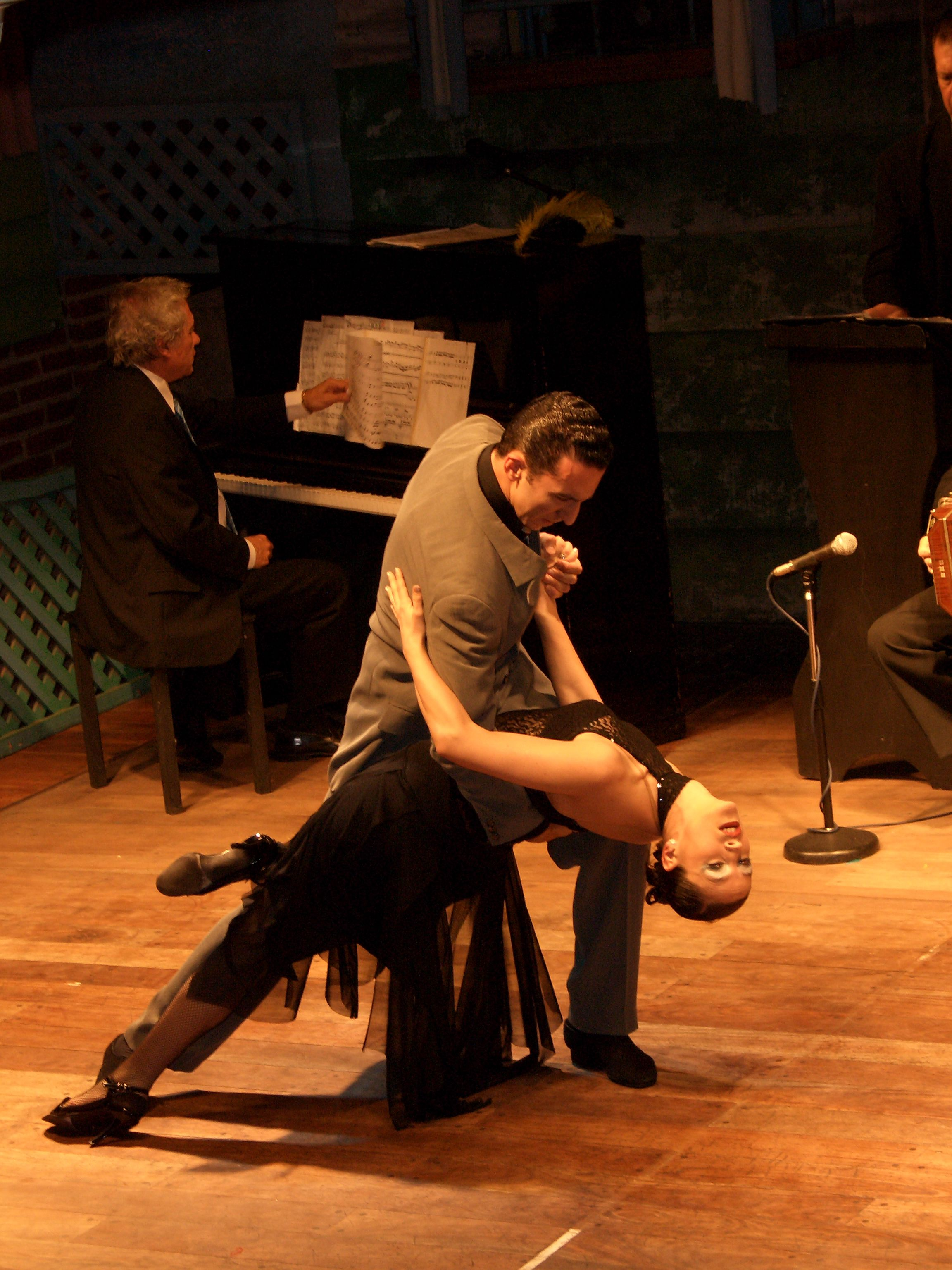
Tango, estilo musical típico da Argentina.

Além da rica tradição da arte indígena, o desenvolvimento da arte visual sul-americana deve muito à influência da Espanha, Portugal e a pintura barroca francesa, que por sua vez, muitas vezes seguido as tendências dos mestres italianos. Em geral, esse eurocentrismo artístico começou a desaparecer no início do século XX, já que os sul-americanos começaram a reconhecer a singularidade da sua condição e começaram a seguir o próprio caminho.
A cultura sul-americana está presente de diversas maneiras a nível mundial. Assim, por exemplo, o artesanato andino desfruta de considerável demanda em diferentes mercados, como o europeu.

### Música
As nações sul-americanas tem uma grande variedade na música. Alguns dos géneros mais famosos incluem a cumbia da Colômbia, samba e bossa nova do Brasil, e o tango, de Argentina e Uruguai. Na primeira metade do século XX, o tango teve grande exito na Europa e na Colômbia. Esta música era interpretada em castelhano, porém não foi um obstáculo para sua difusão no exterior. Na América do Sul se desenvolveram estilos musicais não-exclusivos do subcontinente, como a salsa, que tem sua "capital" em Santiago de Cali, Colômbia.

### Gastronomia
Devido à fusão étnica da América do Sul, a cozinha sul-americana tem muitas influências. A maioria das características são ameríndias, africanas, espanholas e italianas. Por sua vez, os hábitos alimentares variam muito, dependendo do ambiente físico das diferentes regiões. O consumo da carne assada está espalhada por todo o subcontinente, especialmente gados e suínos. São populares as churrasqueiras ao ar livre, também conhecido como o asado no Cone Sul ou churrasco no Brasil.
Por causa da ampla mistura étnica na América do Sul, a culinária tem influências africanas, asiáticas e europeias. O estado brasileiro da Bahia é especialmente conhecido pela influência da culinária da África Ocidental. Argentinos, chilenos e uruguaios consomem grande quantidade de vinho.

## Religião

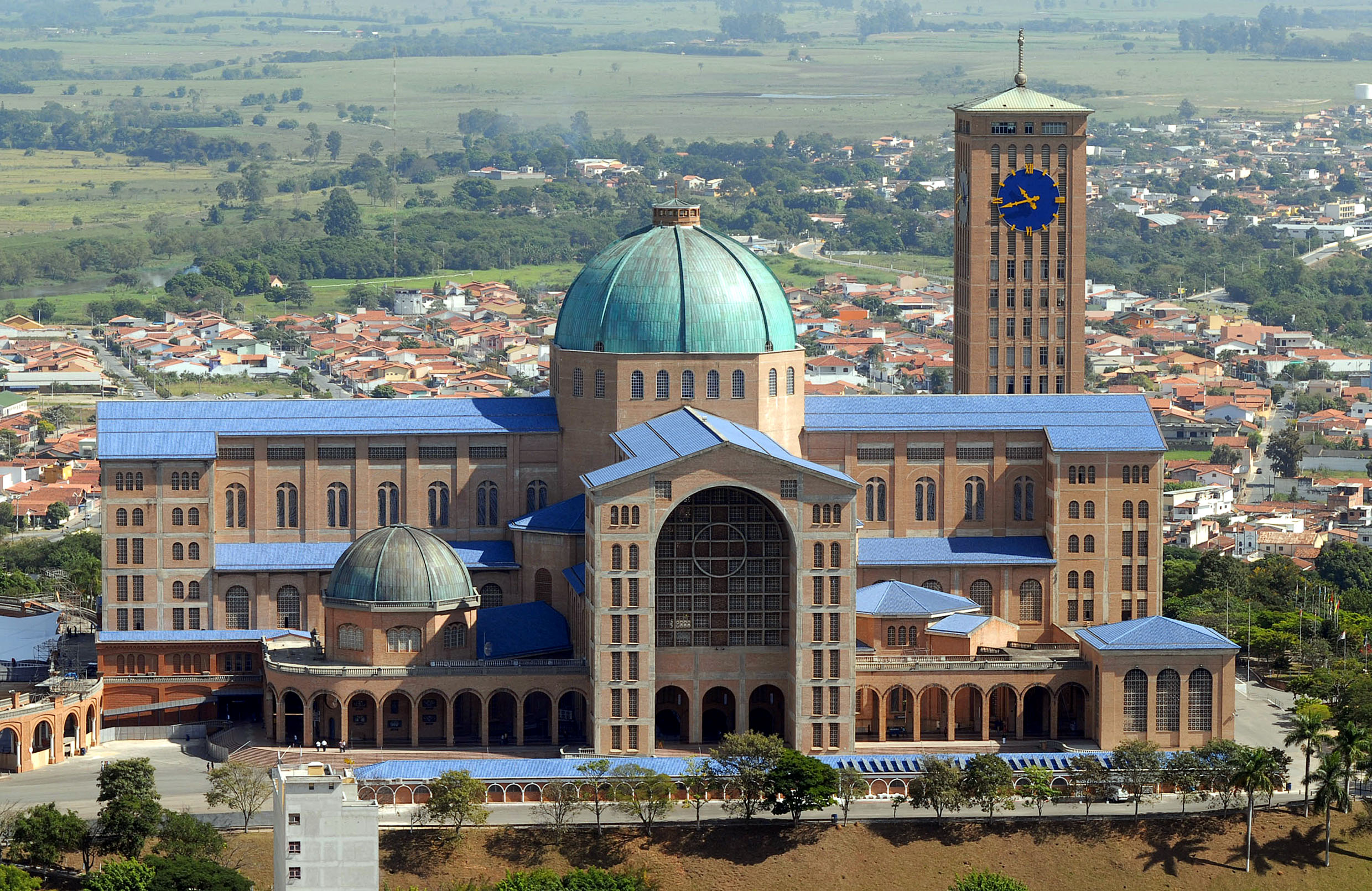
Basílica de Nossa Senhora Aparecida, em Aparecida.

A religião na América do Sul é caracterizada pela predominância do catolicismo romano e do protestantismo, bem como pela presença de as outras religiões mundiais como o hinduísmo e o islamismo.